# Четвертование

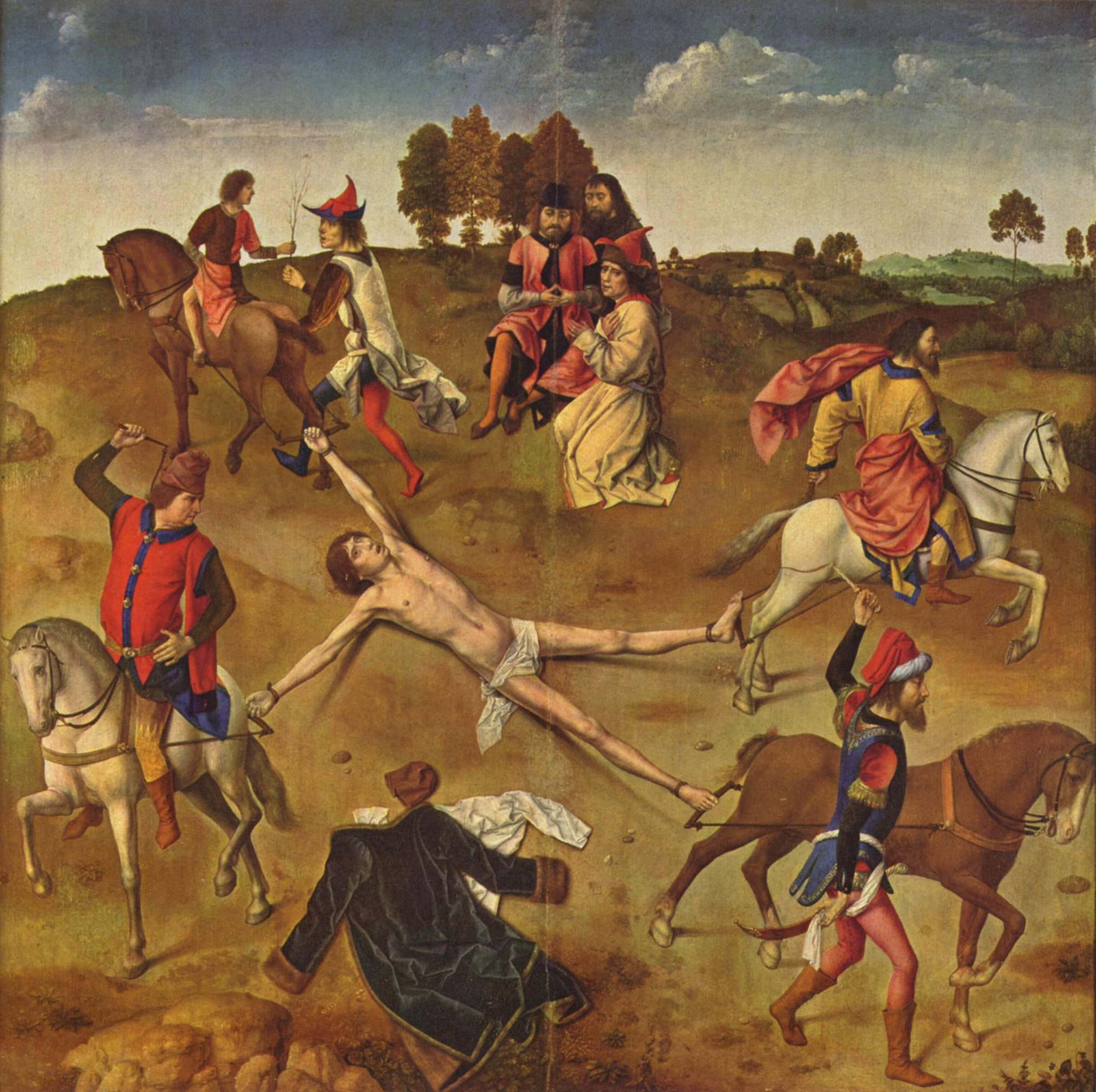
Мученичество св. Ипполита. худ. Дирк Боутс. 1470—1475

Четвертова́ние — вид смертной казни, при котором тело осуждённого делится на четыре или более частей. Иногда после казни части тела отдельно выставлялись на публичное обозрение, иногда располагались по четырём заставам, воротам города, городам или областям. Четвертование перестали практиковать в конце XVIII — начале XIX веков.

## В Англии и Великобритании
В Англии, а затем в Великобритании (вплоть до 1820 года, формально отменено только в 1867 году) четвертование было частью самой мучительной и изощрённой казни, назначавшейся за особо тяжкие государственные преступления — «повешение, потрошение и четвертование» (англ. hanged, drawn and quartered). Осуждённого вешали на короткое время на виселицу, так чтобы он не умер, затем снимали с верёвки, выпускали внутренности, вспоров живот, и бросали их в костёр. Только затем его тело рассекали на четыре части и отрубали голову; части тела выставляли на всеобщее обозрение «там, где король сочтёт удобным».
Первой жертвой этой казни был последний государь, или принц Уэльский, Давид (в 1283 году) — после этого принцами Уэльскими назывались старшие сыновья английских королей. В 1305 году шотландец сэр Уильям Уоллес был казнён так же в Лондоне.
В 1535 году был осуждён сэр Томас Мор, автор «Утопии»: «влачить по земле через всё лондонское Сити в Тайберн (обыкновенное в старом Лондоне место казней), там повесить его так, чтобы он замучился до полусмерти, снять с петли, пока он ещё не умер, отрезать половые органы, вспороть живот, вырвать и сжечь внутренности. Затем четвертовать его и прибить по одной четверти его тела над четырьмя воротами Сити, а голову выставить на Лондонском мосту». В самый день казни, ранним утром 6 июля, Мору объявили королевскую милость: ему только отсекут голову. Тогда-то лорд-канцлер и сказал: «Избави Боже моих друзей от такой милости».
В 1660 году около десяти чинов военных и гражданских, участвовавших в составлении смертного приговора Карлу I, были, по возвращении его сына, осуждены за цареубийство и казнены так же. Здесь примечательна одна подробность, показывающая новый вид королевской милости: король Карл II разрешил, в виде исключения, некоторых осуждённых не четвертовать, а оставить на виселице до смерти; а тела их целыми отдать родственникам и друзьям для погребения. Фактически практика оставления казнимого на виселице до получаса (что практически гарантировало, что последующие фазы казни будут совершаться уже над покойником) существовала и ранее, с начала XVII века.
В 1803 году Эдуард Марк Деспард, ирландский офицер и бывший белизский губернатор, также только замышлявший покушение на Георга III, а также шестеро его сообщников, были приговорены к потрошению и четвертованию, но затем королевским указом приговор был заменён на повешение и посмертное обезглавливание. В 1814 году повешение до смерти перед четвертованием стало законом. С 1820-х годов подобные приговоры не выносились. В 1870 году казнь была отменена полностью.

## Во Франции
Во Франции четвертование осуществлялось при помощи лошадей. Осуждённого привязывали за руки и за ноги к четырём сильным лошадям, которые, подхлёстываемые палачами, двигались в разные стороны и отрывали конечности. Фактически приходилось подрезать сухожилия осуждённому. Затем туловище осуждённого бросали в огонь. Так были казнены цареубийцы Равальяк в 1610 году и Дамьен в 1757 году. В 1589 году такой процедуре подверглось мёртвое тело убийцы Генриха III, Жака Клемана, который был заколот на месте преступления телохранителями короля.

## В Российской империи

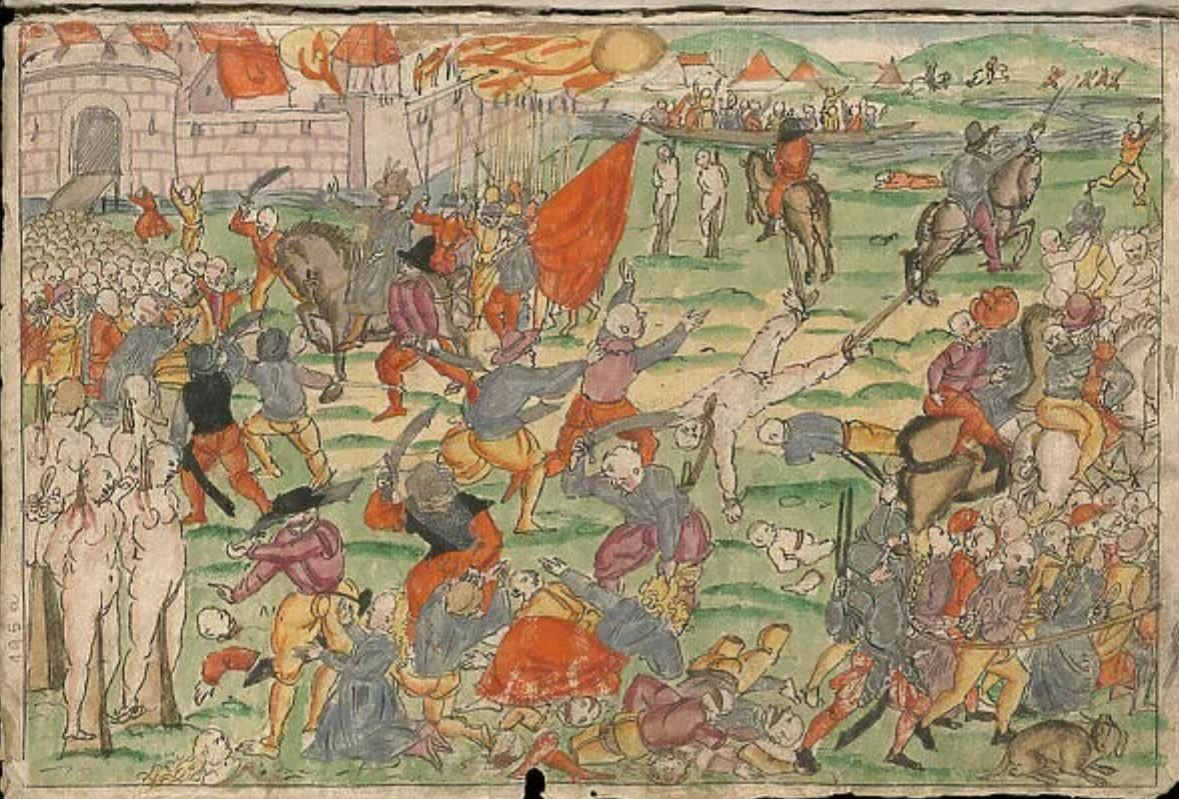
Опричники царя Ивана Грозного чинят расправу в Ливонии

На Руси и в Российской империи практиковался иной способ четвертования: осуждённому отрубали топором ноги, руки и затем — голову. Так были казнены Тимофей Анкудинов (1654), Степан Разин (1671), Семён Воробьёв (1674), Иван Долгоруков (1739). В 1775 году Емельян Пугачёв был приговорён к четвертованию, однако палач отрубил ему вначале голову.
В романе «Пётр I» А. Н. Толстой так описывает казнь через четвертование:

Первого Цыклера втащили за волосы по крутой лесенке на помост. Сорвали одежду, голого опрокинули на плаху. Палач с резким выдохом топором отрубил ему правую руку и левую, — слышно было, как они упали на доски. Цыклер забил ногами, — навалились, вытянули их, отсекли обе ноги по пах. Он закричал. Палачи подняли над помостом обрубок его тела с всклокоченной бородой, бросили на плаху, отрубили голову.

В 1826 году пятеро декабристов были приговорены к четвертованию. Верховный уголовный суд заменил его повешением. Это был последний приговор к четвертованию в России.